# Drève Saint-Hubert
Ne doit pas être confondu avec Drève de Lorraine.
Pour les articles homonymes, voir Saint-Hubert.
La drève Saint-Hubert (en néerlandais : Sint-Hubertusdreef) est une voie de la commune bruxelloise d'Uccle. 

## Situation et accès
Cette drève relie le chemin des tumuli à la chaussée de Waterloo à travers la forêt de Soignes.

## Origine du nom
La route doit son nom à Hubert de Liège, patron de la chasse dont Charles Alexandre de Lorraine, gouverneur général des Pays-Bas autrichiens (1741 à 1744 et de 1749 à 1780), était un adepte.

## Bâtiments remarquables et lieux de mémoire
Marquage pour chevaux type de la forêt de Soignes traversant la drève Saint-Hubert

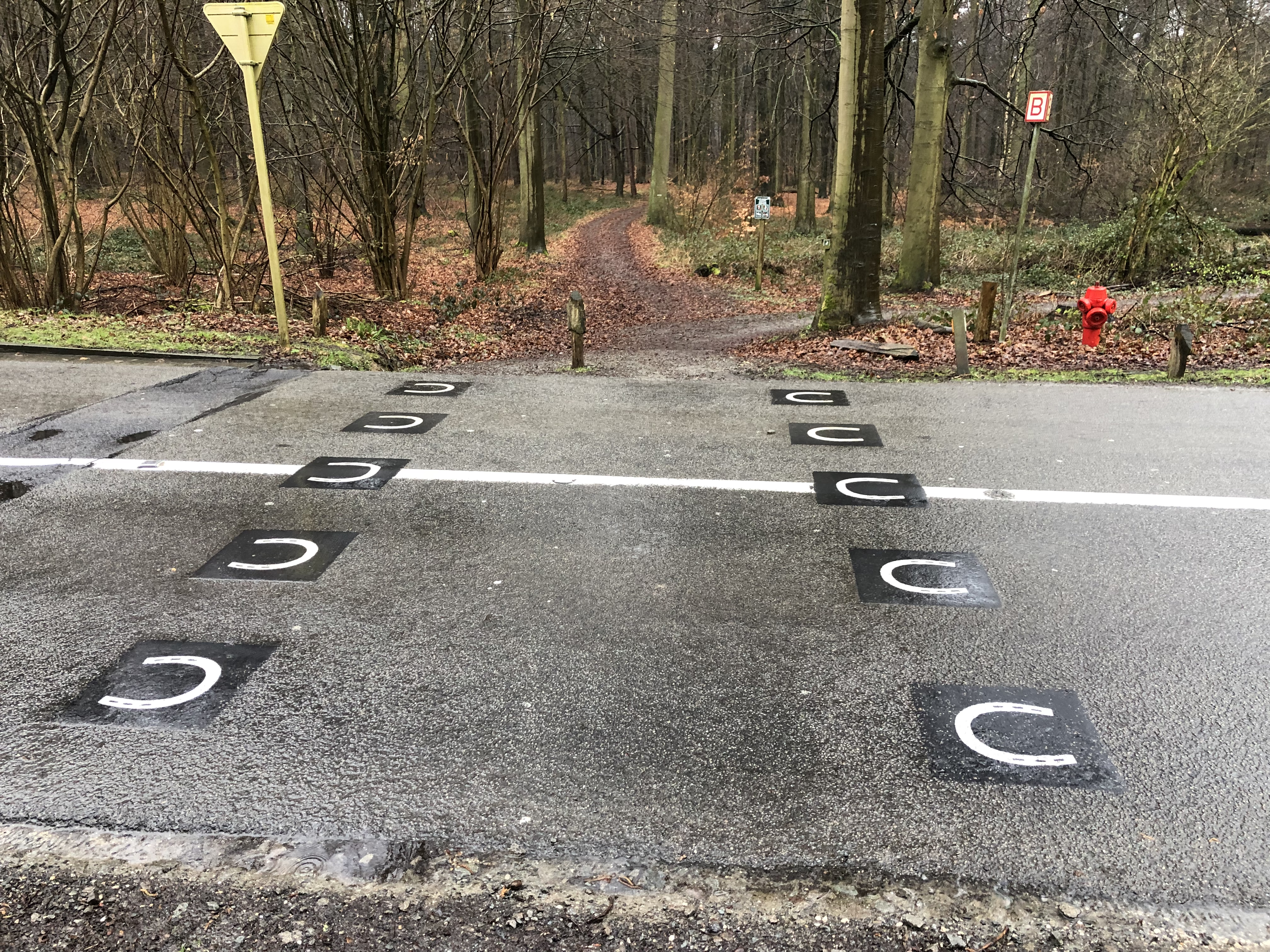
Marquage pour chevaux et, à droite, la drève de Lorraine dans sa partie non carrossable

## Voir aussi

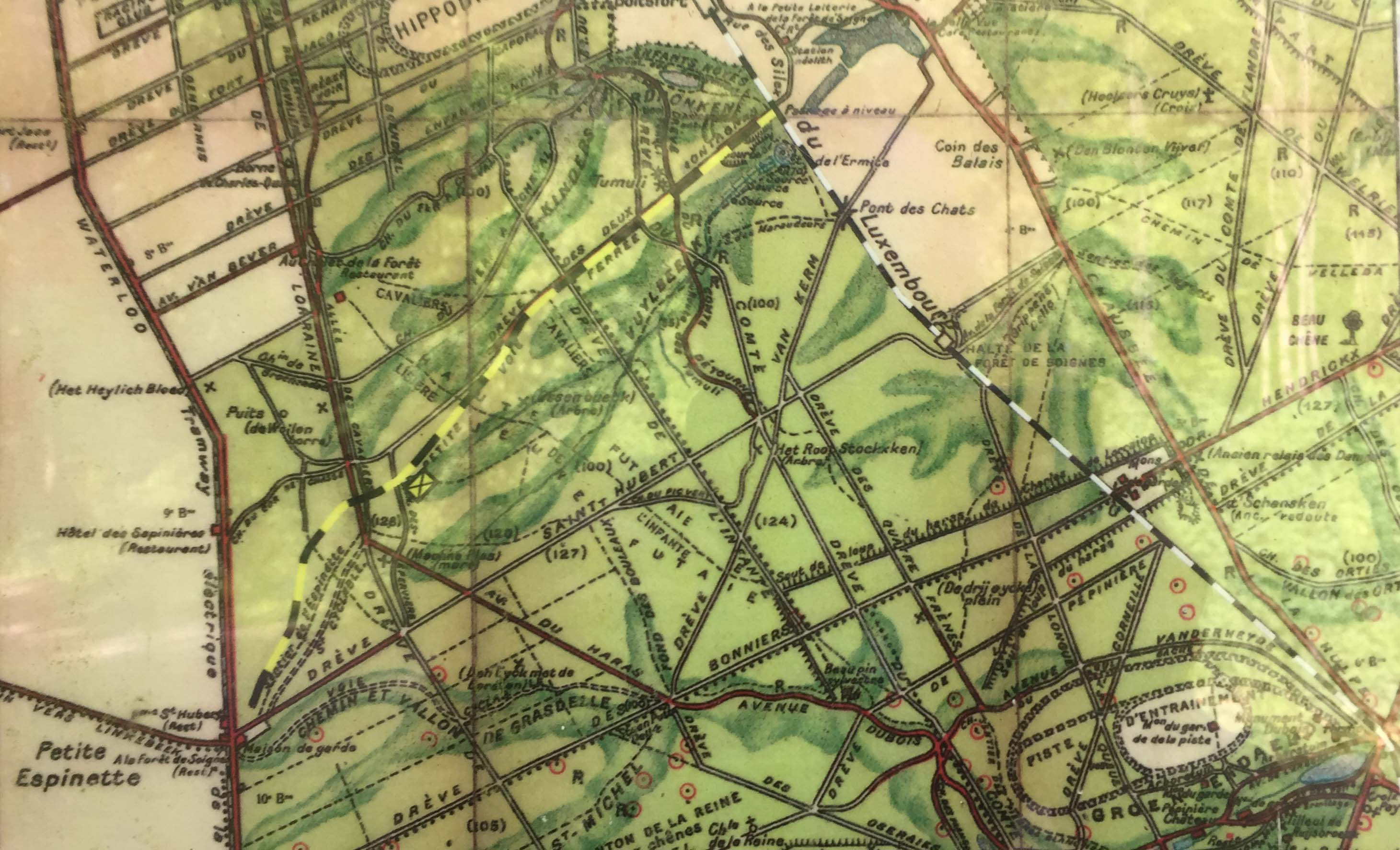
Carte décrivant le tracé de l'ancien chemin de fer de la forêt de Soignes partant de la drève Saint-Hubert.